# 전자양

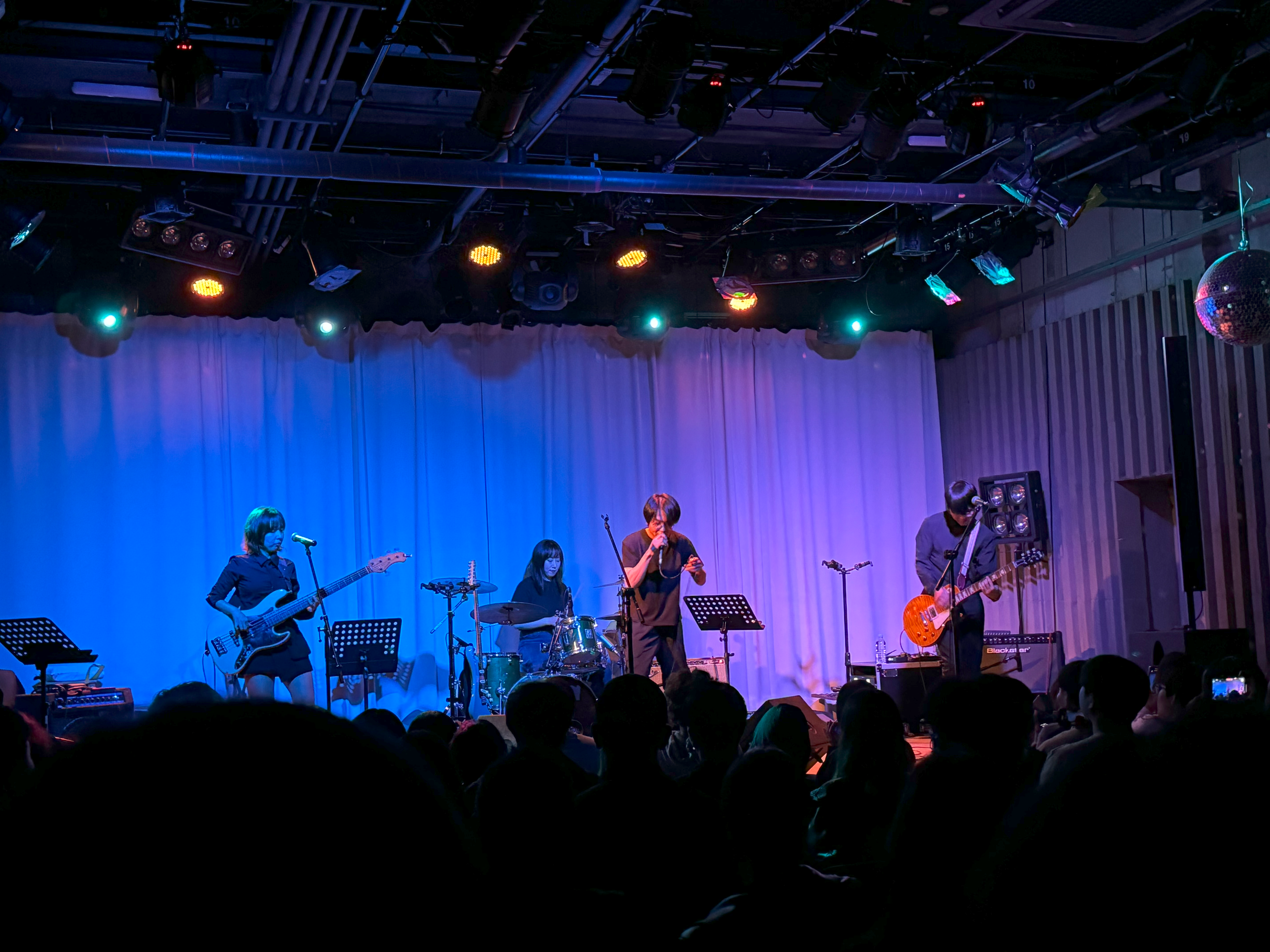
2023년 공연 중인 전자양

전자양 (Denci Hinji, 본명: 이종범, 1980년 ~ )은 대한민국의 사이키델릭 음악가이다.
"전자양"이라는 이름은 SF 소설가 필립 K. 딕(영어: Philip Kindred Dick)의 소설《안드로이드는 전기양의 꿈을 꾸는가?》(영어: Do Androids Dream of Electric Sheep?)에서 따온 것으로, 전자양의 일본식 발음인 "덴시 힌지 (denci hinji)"를 이름으로 사용한 적도 있다.
밴드 활동을 하던 중 포크 록 스타일의 음악을 하기 위해 밴드를 탈퇴하고 전자양이라는 이름으로 활동하면서 2000년 델리스파이스의 김민규가 이끄는 문라이즈에 데모 테입을 보내어, 2001년 8월 첫 번째 정규 앨범《Day Is Far Too Long》을 발매하였다. 그 후, 병역 의무를 마치고, 2007년 6월에 일렉트로니카 요소가 가미된 두 번째 정규 앨범《숲》을 발매했다.

## 음반 목록

### 정규 앨범
- 《Day Is Far Too Long》

2001년 8월 발매. 제작 문라이즈. 유통 드림비트(DBKMD-0046)
- 《숲》

2007년 6월 발매. 제작 문라이즈. 유통 드림비트(MOONRISE 23/DBKMD-0406)
- 《던전》

2017년 11월 발매. 제작 웨스트브릿지 엔터테인먼트

## 참여곡

### 컴필레이션
- 《문라이즈 컴필레이션 2》(2001/MOONRISE 4)

3. 편지 - 전자양
※ 마이 앤트 메리의 보컬리스트이자 기타리스트인 정순용의 솔로 프로젝트 토마스 쿡의 앨범《Time Table》에 포함됨. (2005년의 재발매판에는 컴필레이션 시디가 포함되어 있지 않다.)

### 그 외 참여곡
- 데이트리퍼(Daytripper) - 《Brown Paper》(2004)

14. 추억으로부터(Logo Mix - By 전자양)
- 재주소년 - 《Peace》(2005)

1. Love&
※ 전자양과 재주 소년, 스위트피의 즉흥 합주곡